# Leo Appelt
Leo Appelt, né le 26 mai 1997 à Hanovre, est un coureur cycliste allemand des années 2010.

## Biographie
En 2013, Leo Appelt remporte la médaille d'or de la course en ligne au Festival olympique de la jeunesse européenne à Utrecht, ainsi que l'argent en contre-la-montre individuel. L'année suivante, il gagne deux étapes de Sint-Martinusprijs Kontichn course sur route pour les juniors (moins de 19 ans). La même année, il est sur piste champion d'Allemagne de poursuite juniors. En 2015, il remporte une étape ainsi que le classement général du Tour de Basse-Saxe juniors. Sur piste, il devient en août champion du monde de poursuite juniors à Astana et conserve son titre national dans la même discipline. Quelques semaines plus tard, il remporte à Richmond le titre de champion du monde du contre-la-montre juniors en devançant l'Américain Adrien Costa de dix-sept secondes,. Son temps lui aurait permis de terminer quatrième de l'épreuve espoirs. Il est élu cycliste junior allemand de l'année. 
Coureur très prometteur, il fait son passage dans la catégorie des moins de 23 ans au sein de l'équipe BMC Development, l'équipe réserve de la formation World Tour BMC Racing. Après l'arrêt de celle-ci, il signe pour la saison 2018 avec l'équipe allemande LKT Brandenburg. Il quitte l'équipe en début d'année 2019 et décide de mettre un terme à sa carrière de coureur à 22 ans.

## Palmarès sur route
- 2013
  -  Médaillé d'or de la course en ligne au Festival olympique de la jeunesse européenne
  -  Médaillé d'argent du contre-la-montre au Festival olympique de la jeunesse européenne
- 2014
  - 1re (contre-la-montre) et 3ea (contre-la-montre par équipes) étapes du Sint-Martinusprijs Kontich
- 2015
  -  Champion du monde du contre-la-montre juniors
  - Tour de Basse-Saxe juniors :
    - Classement général
    - 1re étape

## Palmarès sur piste

### Championnats du monde
- Astana 2015
  -  Champion du monde de poursuite juniors

### Championnats d'Allemagne
- 2014
  -  Champion d'Allemagne de poursuite juniors
- 2015
  -  Champion d'Allemagne de poursuite juniors

## Palmarès en cyclo-cross
- 2012-2013
  -  Champion d'Allemagne de cyclo-cross cadets

## Distinctions
- Cycliste junior allemand de l'année : 2015